# Hugo Dechert
Hugo Dechert, né le 16 septembre 1860 à Potschappel (aujourd'hui appartenant à Freital) et mort le 7 novembre 1923 à Berlin, est un violoncelliste et musicien de chambre allemand.

## Biographie

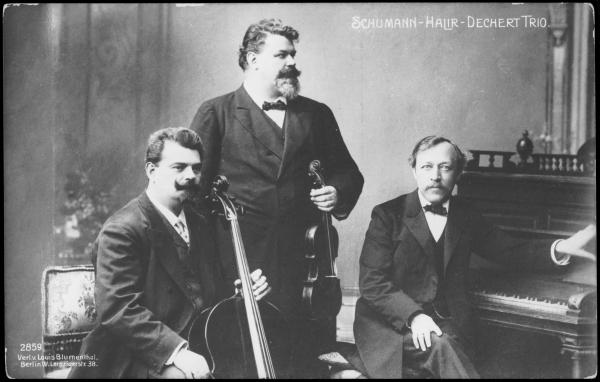
Dechert (à gauche) avec Schumann et Halir (debout).

Hugo Dechert apprend dès l'âge de 6 ans le violon et le violoncelle auprès de son père, violoniste, puis auprès de Heinrich Tietz, violoncelliste à la Chapelle royale de Dresde. En 1875, il joue pendant un an et demi comme premier violon à l'orchestre du Belvédère (de) de Dresde et donne des concerts en Saxe, en Silésie et à Varsovie. Grâce à une bourse, il étudie de la fin de l'année 1877 à octobre 1880 à l'École supérieure de musique de Berlin auprès de Robert Hausmann,,. Ensuite, il effectue des tournées en Russie, en Hongrie et en Italie et il devient en 1881 membre de la Chapelle royale de Berlin, c'est-à-dire de l'orchestre de l'opéra royal de Berlin, aujourd'hui le Staatsoper Unter den Linden. Il est nommé en 1886 musicien de chambre de la Cour et en 1894, il est premier violoncelliste de l'opéra royal,. En décembre 1898, il est nommé virtuose royal de musique de chambre.
En tant que musicien de chambre, Dechert est cofondateur et membre du Quartet Halir et du Quartet Hess et se produit en concert à partir de 1901 dans un trio avec Georg Schumann (piano) et Carl Halir ou Willy Heß (violon) à travers l'Europe.
En outre, Dechert poursuit des activités de pédagogue: de 1888 à 1891 au Conservatoire Stern, et donne des leçons privées. Parmi ses élèves, l'on compte Walter Schulz.
Il épouse en 1888 Bertha Syvarth (1867-1943). Trois de ses fils, dont Fritz Dechert (* 1894) et Karl Dechert (1900-1962), deviennent également violoncellistes. Fritz se produit à partir de 1914, Karl à partir de 1924 à l'orchestre du Berliner Hof-/Staatsoper. Karl sera nommé plus tard comme son père Erster Solo-Cellist (premier violoncelliste soliste) et demeure jusqu'au début des années 1960 dans cet orchestre.
La sépulture de Dechert se trouve à l'ancien cimetière Saint-Matthieu de Berlin,.

## Œuvres
- Richard Strauss: Orchesterstudien aus seinen Bühnenwerken. [Ausgabe für] Violoncello. Ausgewählt und bezeichnet von Hugo Dechert. Fürstner, Berlin 1912
  - Heft 1: Guntram, Feuersnot
  - Heft 2: Salome
  - Heft 3: Elektra
  - Heft 4: Der Rosenkavalier
- Joseph Haydn: 30 berühmte Quartette für 2 Violinen, Viola und Violoncello, édité par Andreas Moser et Hugo Dechert, vol I-II, Peters, Leipzig, 1920-1921, rééd. à partir de 1950